# Acinonyx pardinensis
Acinonyx pardinensis (гігантський гепард) — вид вимерлих гепардів, представник родини котових. Викопні рештки знайдені у Північній Африці та Євразії від Іспанії до Китаю. Жив приблизно від 3,8 до 1,9 млн років тому. Найближче до України рештки гігантського гепарда (як і іссуарської рисі) знайдено в Хапринскому фауністичному комплексі, що лежить між Ростовом-на-Дону й Таганрогом.

## Опис

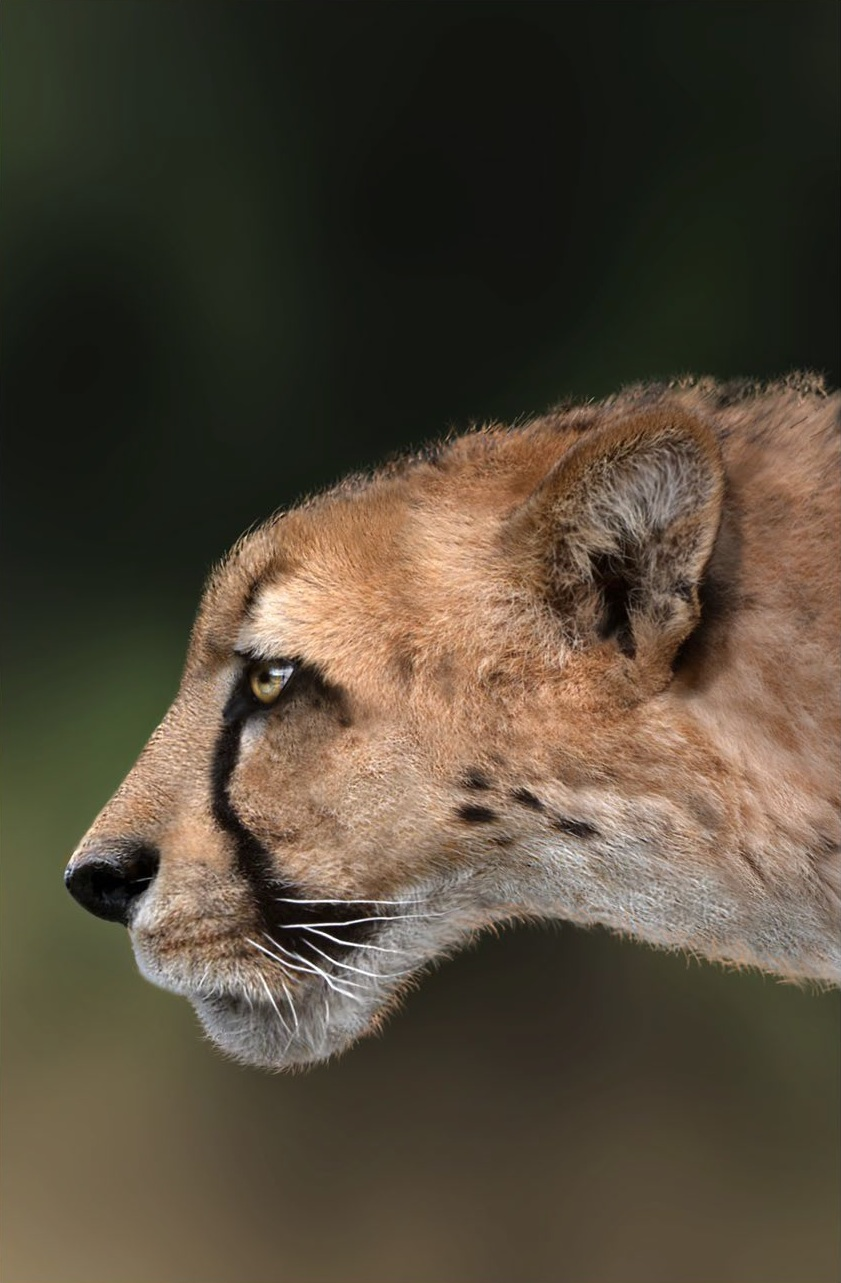
Реконструкція

Маса гігантського гепарда становила ≈ 80 кг. Череп більш узагальнений порівняно із сучасним гепардом. Цілком ймовірно, що A. pardinensis міг убити велику здобич завдяки стратегії полювання, більше схожій на пантерових котів, ніж на живих гепардів.